# 細川常勝
細川 常勝（ほそかわ つねかつ）は、江戸時代の地下官人。細川六位蔵人家出身。

## 概要
寛永18年（1641年）3月8日に非蔵人となっており、地下官人となった。慶安4年（1651年）5月6日には出家し、延宝8年（1680年）12月11日には致仕している。元禄5年（1692年）3月2日に死亡した。